# Ozero Mednjanskoje
Ozero Mednjanskoje (ryska: Меднянское озеро) är en sjö i Belarus.   Den ligger i voblasten Brests voblast, i den västra delen av landet, 300 km sydväst om huvudstaden Minsk. Ozero Mednjanskoje ligger 142 meter över havet. Arean är 0,17 kvadratkilometer.
I omgivningarna runt Ozero Mednjanskoje växer i huvudsak blandskog. Runt Ozero Mednjanskoje är det ganska tätbefolkat, med 207 invånare per kvadratkilometer.